# Chasseurs d'images
Pour plus de détails, voir Fiche technique et Distribution.
Chasseurs d'images (I Cover the War) est un film américain réalisé par Arthur Lubin, sorti en 1937.

## Synopsis
Les cadreurs Bob Adams et Elmer "Slug" Davis sont envoyés dans le protectorat britannique de Samari près de la frontière irakienne, avec pour mission d'interviewer le chef arabe Muffadhi. Ils vont se retrouver mêlés à un trafic d'armes et permettre aux troupes britanniques de résister à l'attaque des hommes de Muffadhi.

## Fiche technique
- Titre original : I Cover the War
- Titre français : Chasseurs d'images
- Titre alternatif (Belgique) : Les Lanciers du désert
- Réalisation : Arthur Lubin
- Assistant réalisateur : Glenn Cook
- Scénario : George Waggner, d'après l'histoire originale de Bernard McConville
- Directeur musical : Charles Previn
- Direction artistique : E. R. Hickson
- Photographie : Stanley Cortez, Harry Neumann
- Son : Jesse Bastian, Joe Lapis
- Montage : Charles Craft, Erma Horsley
- Cascades : Eddire Parker
- Production : Trem Carr
- Production associée : Paul Malvern
- Société de production : Universal Pictures
- Société de distribution : Universal Pictures
- Budget : 70000 dollars
- Pays de production :  États-Unis
- Langue originale : anglais
- Format : noir et blanc — 35 mm — 1,37:1 — son Mono (Western Electric Recording)
- Genre : Film d'aventure, Film de guerre
- Durée : 68 minutes
- Dates de sortie : 
  - États-Unis : 4 juillet 1937
  - France : 12 septembre 1952 (inédit à Paris)

## Distribution
- John Wayne : Bob Adams, cameraman d'actualités
- Gwen Gaze (en) : Pamela Armitage, nièce du colonel, dont il s'éprend
- Don Barclay : Elmer Davis dit Slug, l'assistant de Bob
- Charles Brokaw : El Kader, alias Muffadhi, hôtelier et chef rebelle
- James Bush : Don Adams, frère de Bob
- Pat Somerset : le capitaine Archie Culvert, fiancé de Pamela
- Richard Tucker : un officier
- Sam Harris : le colonel Hugh Armitage, oncle de Pamela
- Olaf Hytten : Sir Herbert
- Arthur Aylesworth : Dave Logan
- Franklin Parker (en) : Graham, trafiquant d'armes
- Frank Lackteen : Mustapha
- Keith Hitchcock : le sergent major
- John Mack : Graham, trafiquant d'armes
- Earle Hodgins : Blake
- Abdulla : Abdul